# ECM Records
ECM (Edition of Contemporary Music) je hudební vydavatelství nacházející se v Mnichově (Německo). ECM se zabývá převážně vydáváním jazzových desek. Tato společnost vydala řadu desek a mezi muzikanty, kteří zde nahrávali, patří např. český kontrabasista Miroslav Vitouš.